# Jan Willem te Kolsté
Jan Willem te Kolsté (Utrecht, 11 settembre 1874 – L'Aia, 31 gennaio 1936) è stato uno scacchista olandese.

## Biografia
Partecipò a molti campionati olandesi, sia ufficiali che non ufficiali. Nel 1907 vinse il campionato olandese (non ufficiale) a Utrecht.
Altri risultati di rilievo:
- 1902:   2º a Rotterdam dietro a Arnold van Foreest
- 1904:   1º a L'Aia
- 1907:   2º-3º ad Amsterdam
- 1908:   3º a Haarlem (vinse Johannes Esser)
- 1917:   1º a L'Aia
- 1922:   1º a L'Aia
- 1927:   1º ad Amsterdam

Partecipò per i Paesi Bassi alla prima olimpiade degli scacchi di Londra, 1927.